# Мерсі Вільямс
Мерсі Вільямс (малаялам: മേഴ്സി വില്ല്യംസ്; англ. Mercy Williams; прибл. 1947 — 19 листопада 2014) — викладачка, яка стала політикинею, 16-й мером Кочі, штат Керала, і перша жінка, яка обіймала цю посаду в Кочі. Член Лівого Демократичного Фронту, вона була обрана шляхом відкритого голосування проти опозиційного кандидата Об'єднаного Демократичного Фронту Вінні Абрахама за співвідношенням 47 до 23 голосів серед членів ради корпорації Кочі. У раді Вільямс представляла 36-й відділ муніципальної корпорації (Куннумпурам).

## Біографія
Мерсі здобула ступінь магістерки мистецтв (MA) з соціології в коледжі Св. Терези Університету Керали з відзнакою як володарка першого рангу та золота медалістка. Вона також написала докторську наукову роботу на тему «Відродження міста Кочі». Мерсі працювала в коледжі Св. Терези, спочатку викладачкою, а після виходу на пенсію у 2005 році очолювала кафедру соціології. Вона була одружена з Ті Джей Вільямсом і має сина Анупа Йоахіма.
Після того, як Мерсі пішла у відставку, того ж року вона пішла в політику і брала участь у виборах. Вона хотіла стати членом громадської ради відділу Куннумпурам міської муніципальної корпорації Кочі. Вона брала участь у виборах як незалежний кандидат, але за підтримки Комуністичної партії Індії {марксисти) (CPI (M)}. Після перемоги на виборах до ради була обрана членами ради 16-ю міською головою Ради, першою жінкою-мером міста; вона була обрана з перевагою 48 голосів «за» і 23 голосів «проти». Вона залишалася лідеркою міста з 2005 по 2010 рік. Викладання соціології міста та містобудування, а також докторська наукова робота дали їй впевненість у тому, що вона безперебійно виконує функції міського голови. Під час свого перебування на посаді мера вона брала участь у всіх зустрічах, які проводить Міністерство міського розвитку Союзу щодо проєктів у рамках Національної місії з оновлення міст Джавахарлала Неру (JNNURM). Будучи мером, вона ефективно виконувала свої завдання та забезпечувала, щоб місто, яке було відоме своїми сміттєвими звалищами. Коли вона взяла на себе відповідальність та провела реформи, до кінця її перебування на посаді місто було оголошено та визнано найчистішим в Індії. Вона прийняла підзаконні акти про міську систему управління відходами, першу такого роду в Кералі. Мерсі прийняла для міста децентралізовану систему розділення сміття (шляхом видачі відер до кожного будинку). Завдяки своєму наполегливому підходу вона змогла мобілізувати кошти в розмірі 900 крор рупій для розвитку міста, включаючи кошти Азійського банку розвитку та JNNURM.
Мерсі померла від раку у віці 67 років. Вона була похована в церкві Святого Івана Хрестителя в Паларіваттомі 20 листопада 2014 року.